# Eggolsheim
Eggolsheim è un comune tedesco di 6 426 abitanti, situato nel land della Baviera.

## Amministrazione

### Gemellaggi
Eggolsheim è gemellata con:
| - Cavedine, Italia, dal 1979 - Jászszentlászló, Ungheria, dal 2000 |